# Fallout 76
Fallout 76 é um jogo multijogador online de RPG de ação, desenvolvido pela Bethesda Game Studios e publicado pela Bethesda Softworks para Microsoft Windows, PlayStation 4 e Xbox One. Funciona como uma prequela para a história da série Fallout e foi lançado em 14 de novembro de 2018. Em abril de 2020, foi lançado a expansão Wastelanders.
Apesar da antecipação a respeito do seu lançamento, o jogo acabou não agradando a crítica e o público, com reclamações principalmente se focando nos inúmeros problemas técnicos, design, ausência de personagens não jogáveis e falta de propósito do gameplay. Embora o jogo tenha melhorado com o tempo, com a introdução de correções de bugs e adição de novo conteúdo, vários problemas permaneceram e muitas alterações continuaram a desagradar tanto os jogadores e quanto a crítica.
Ao final de 2018, o jogo havia vendido em torno de 1,4 milhões de cópias pelo mundo, bem abaixo dos títulos anteriores da franquia.

## Jogabilidade
Este é o primeiro jogo dos Estúdios Bethesda a ser inteiramente multiplayer e só pode ser jogado online, mas contêm elementos de single player, para jogadores que preferem jogar sozinhos, embora os desenvolvedores tenham esclarecido que Fallout 76 foi feito para primordialmente o modo cooperativo multijogador. O jogo não contém NPCs (personagens não jogáveis), com todos os outros personagens humanos sendo outros jogadores online.
Fallout 76 é um jogo de mundo aberto com um mapa quatro vezes maior que o de Fallout 4. O jogo contém servidores dedicados, com os jogadores sendo alocados para eles. Dentro do jogo, os jogadores podem formar grupos (parties) de até quatro. Entre os elementos de Fallout 76 estão a construção de bases e acampamentos em vários locais pelo mapa e a possibilidade dos jogadores de lançar bombas nucleares contra bases de outros jogadores.
Em abril de 2020, a Bethesda liberou a expansão Wastelanders que trouxe mais conteúdo novo, incluindo NPCs (cuja ausência havia sido muito criticada anteriormente) e uma nova história, com uma narrativa mais em linha com os outros títulos da franquia.

## Ambientação
Fallout 76 é considerado uma prequela da série Fallout, ou seja, sua narrativa e história canônica ocorre num período temporal anterior ao outros jogos. Será ambientado no ano 2102, cerca de 25 anos após uma devastação causada por uma guerra nuclear, segundo o cânone do jogo. Antes dessa guerra, a proliferação nuclear nos séculos XX e XXI levou o governo dos Estados Unidos a criar uma série de abrigos nucleares chamados de "vaults" ("cofre" ou "refúgio", nas traduções em português), para tentar salvar a população. A Vault 76, o abrigo de onde os personagens jogáveis vem, foi construída na Virgínia Ocidental e foi inaugurada em 2076, no tricentenário da independência dos Estados Unidos da América. A Vault 76 já havia sido mencionada em outros jogos da saga Fallout como um dos "abrigos de controle", onde seus ocupantes não são submetidos a experimentos, mas são usados apenas para comparar com resultados de outras vaults cujos ocupantes foram de fato passados por experimentos científicos.
O jogo mostra vários locais reais do estado da Virgínia Ocidental, como o Capitólio estadual, o resort-hotel The Greenbrier, o Woodburn Circle (campus principal da Universidade da Virgínia Ocidental) e a ponte sobre o rio New.
O jogo expande a mitologia da franquia, com novos gráficos, um mapa grande e novos monstros, muitos inspirados no folclore local da Virgínia Ocidental, como o Mothman e o monstro de Flatwoods. Contudo, no seu lançamento, jogadores e críticos apontaram que Fallout 76 trazia pouca inovação no geral, em termos gráficos e técnicos, e apresentava inúmeras falhas de performance e bugs.

## Divulgação
O jogo foi anunciado pela primeira vez em 30 de maio de 2018. O anúncio foi precedido por uma live stream de 24 horas no site Twitch que mostrou um boneco de um Vault Boy (um dos símbolos da franquia) em frente a um monitor que dizia "Please Stand By" ("Por favor, aguarde"). A stream foi assistida por duas milhões de pessoas, atingindo num ápice a audiência de 100 000 pessoas simultaneamente conectadas. A transmissão se encerrou com uma mensagem de Todd Howard, o diretor e produtor executivo da Bethesda, seguido por um trailer teaser com a música "Take Me Home, Country Roads" no fundo. O trailer mostra a Vault 76 e o ambiente rural e alguns assentamentos em ruínas na Virgínia Ocidental, com a proclamação do "Reclamation Day" ("Dia de Recuperação"), com a citação "Quando a luta tiver terminado e o desastre nuclear tiver passado, você deverá reconstruir".
Os detalhes do jogo foram então anunciados por Todd Howard durante a conferência da Bethesda na Electronic Entertainment Expo, em 10 de junho de 2018, e foi lançado para o público oficialmente em 14 de novembro do mesmo ano. Esta é a primeira experiência do estúdio com um jogo inteiramente online, com Howard afirmando que haveria uma fase de beta aberta para alguns jogadores, para testes e busca por bugs.

## Recepção
Fallout 76 recebeu críticas variadas dos especialistas tanto na sua versão para Windows quanto para PS4, com uma visão um pouco mais negativa no Xbox One, segundo o site agregador Metacritic. The Guardian deu ao jogo duas de cinco estrelas no PS4, o chamando de "uma caminhada sem sentido no pós-apocalipse", criticando a falta de personagens não jogáveis (os NPCs) e sua natureza instável, mas elogiaram o design do jogo. O site GamesRadar+ deu, na versão PC, uma nota de 2,5 de cinco, salientando como pontos negativos os problemas técnicos, gráficos desatualizados comparados a outros lançamentos do ano e a falta de inovação, mas elogiou o visual e o tamanho do mapa. De acordo com a revista Forbes, Fallout 76 é "um grande e raro erro pela Bethesda". Já a Eurogamer, chamou o jogo de "uma bagunça quebrada, bizarra e chata", completando dizendo que "vale a pena perseguir o sonho do multiplayer de Fallout ... é uma pena que, da forma como está agora, Fallout 76 deverá se tornar um experimento fracassado".
No site Metacritic, a recepção do público foi mais negativa que a dos críticos. O jogo foi criticado pelos excessivos bugs, jogabilidade ruim e outros problemas no lançamento, forçando a empresa Bethesda a lançar atualizações de 50 GBs para tentar corrigir os problemas do jogo. Segundo o site US Gamer, Fallout 76 era "raso" e "não acrescentava muita coisa".
Em termos de vendas, Fallout 76 estreou em terceiro lugar no Reino Unido, em todos os formatos, atrás de Spyro Reignited Trilogy e Red Dead Redemption 2. O seu desempenho no mercado foi bem inferior ao título anterior da franquia, Fallout 4. O jogo viu uma redução de preço na América do Norte apenas uma semana após seu lançamento, com muitos analistas listando a fraca venda como razão para estes cortes no preço.

## Controvérsias
Fallout 76 foi alvo de controvérsias desde antes do seu lançamento. Muitos acusaram a Bethesda de lançar o jogo incompleto, bugado e de ser lenta em corrigir os erros presentes (uma crítica recorrente para a empresa). Devido aos problemas técnicos (que para muitos impedia o jogo de funcionar completamente) e também ao fato de que, após uma semana de lançamento o preço de compra do produto caiu, muitos jogadores pediram o dinheiro de volta e queriam devolver o jogo. A Bethesda, contudo, havia mudado recentemente sua política de devoluções, se recusando a reembolsar vários pedidos, gerando protestos da base de fãs e na imprensa, além de potencializar uma ação judicial coletiva contra a empresa nos Estados Unidos.
Outra questão envolvendo Fallout 76 aconteceu na edição especial do jogo, vendida por US$ 200 dólares, que vinha com vários produtos extras (incluindo uma réplica de um capacete usado no jogo). A Bethesda havia anunciado formalmente que esta edição incluiria uma mochila de lona, porém o que foi enviado para os jogadores foi uma versão mais simples e barata feita de náilon. Em resposta a controvérsia, Bethesda afirmou que a mochila havia mudado devido a indisponibilidade de materiais, mas não informou os compradores a respeito dessa mudança, com o site oficial da empresa ainda anunciando inicialmente a mochila como sendo de lona, mudando para "náilon" apenas após as reclamações terem sido feitas públicas na imprensa. A Bethesda formalmente se desculpou pelo ocorrido e ofereceu "500 átomos" (a moeda usada dentro de Fallout 76) para os jogadores como compensação, o que equivale a U$ 5,00 na loja digital dentro do jogo, numa atitude que também foi duramente criticada como insuficiente. Além da mochila, outra polêmica surgiu em relação ao merchandise do jogo. Nesse caso, uma jaqueta de couro que foi anunciada pela Bethesda por 276 dólares virou motivo de desconfiança e até de piada entre os fãs no Twitter, pelo fato de ela ser extremamente cara (ela custava quase cinco vezes mais que o preço do jogo em seu lançamento) e possuir qualidade duvidosa da apresentada na rede social e na loja da empresa.
Em 23 de outubro de 2019, a Bethesda anunciou que estariam oferecendo um serviço de inscrição premium para Fallout 76, chamado de "Fallout 1st", com o preço de US$ 12,99 dólares por mês ou US$ 99,99 dólares por ano. Os pagantes teriam acesso a servidores online privativos (sozinhos ou com sete acompanhantes que podiam ser não pagantes), além da introdução de novo conteúdo cosmético e uma nova caixa de sucata coletada pelos jogadores que não tinha limite de peso, um sistema de fast travel novo com suprimentos suplementares, 1650 átomos (a moeda utilizada no jogo) por mês. Essa escolha de criar um modelo de inscrição paga gerou várias críticas e foi considerado um movimento ousado por parte da Bethesda, já que muito do que foi adicionado neste conteúdo premium era requisitado pelos jogadores desde o lançamento mas agora era apenas acessível para quem pagasse, enquanto muitos notaram que o que estava sendo oferecido pela inscrição em Fallout 76 era menos do que outros jogos similares ofereciam serviços parecidos.